# DJK Augsburg-Lechhausen
Die DJK Augsburg-Lechhausen ist ein Sportverein aus dem Augsburger Stadtteil Lechhausen, dessen Softballabteilung derzeit in der Bundesliga spielt.

## Geschichte
Die DJK Augsburg-Lechhausen wurde 1920 nach dem Ende des Ersten Weltkrieges als Teil des Sportverbandes Deutsche Jugendkraft (DJK) gegründet und war in den Anfangsjahren vor allem durch die Faustballabteilung bekannt, die mehrmals deutscher Meister des DJK-Verbandes wurde. Nach der erzwungenen Vereinsauflösung durch die Nationalsozialisten 1935 wurde der Verein erst 1956 reaktiviert. Seitdem wurde der Verein stetig um Abteilungen erweitert und bietet heute Badminton, Ballett, Darts, Fußball, Gymnastik, Kegeln, Softball, Tennis, Tischtennis und Wandern an.

## Softball
Die Softballabteilung Augsburg Dirty Slugs der DJK Augsburg-Lechhausen stellt mehrere Mannschaften. Die erste Mannschaft spielt in der Saison 2017 in der Softball-Bundesliga, die zweite Mannschaft in der Landesliga.

## Fußball
Die Fußballabteilung der DJK Augsburg-Lechhausen verfügt ausschließlich über männliche Mannschaften. Durch die Verpflichtung von Profifußballern, die ihre Karriere hier ausklingen ließen, wurde schon mehrfach in der überregionalen Presse über den Verein berichtet. So spielten unter anderem André Hofschneider, Kreso Kovacec und Janos Radoki für die DJK Augsburg-Lechhausen. Die erste Herrenmannschaft spielt in der Saison 2019/20 in der Kreisklasse Augsburg Mitte, das Reserveteam in der A-Klasse Augsburg West. Der Verein ist für seine Nachwuchsarbeit im Fußball überregional bekannt und erhielt im Jahr 2010 dafür den Sepp-Herberger-Preis.